# L'Oréal Sverige
L'Oréal Sverige AB är ett svenskt företag inom skönhet som marknadsför och säljer bland annat kosmetika och accessoarer. Företagets kundkrets är primärt kvinnor men de har även en del produkter till män som deodoranter och rakvatten. De är ett dotterbolag till världens största skönhetsföretag i franska L'Oréal S.A.
De grundades 1 oktober 1946 och var bara ett företag med marginella marknadsandelar fram till början av 1990-talet. Koncernen beslutade då om att satsa på den svenska marknaden och med tiden så började man ta fler och fler marknadsandelar från konkurrenterna och idag är man ett företag med miljardomsättningar.
För 2017 omsatte de omkring 1,7 miljarder SEK och hade 217 anställda. Huvudkontoret återfinns i Bromma.